# Ulfert Schröder
Ulfert Schröder (* 6. November 1933; † 10. November 1988 in Köln) war ein deutscher Sportjournalist 
und Chefredakteur. 

## Leben
Als freier Sportjournalist belieferte Schröder zahlreiche Zeitungen mit Sportberichten, darunter die Frankfurter Allgemeine Zeitung, den Tagesspiegel, Die Welt, Die Zeit, das Hamburger Abendblatt und den Weser Kurier. Die Frankfurter Allgemeine Zeitung bezeichnete ihn 2007 als einen „Pionier des modernen Sportjournalismus“. Der ehemalige deutsche Fußballnationaltorwart Harald Schumacher schrieb in seinem Buch Anpfiff. Enthüllungen über den deutschen Fußball über ihn, Schröder sei ein Journalist, „der immer als erster alles weiß“. Das Hamburger Abendblatt schrieb in einem Nachruf: „Sein lauterer Charakter, seine Aufrichtigkeit und die Unbestechlichkeit seines Urteils ließen ihn zu einem Vorbild für einen ganzen Berufsstand werden.“
Schröder war als Verfasser an mehreren Aufsätzen beteiligt, die im 1990 veröffentlichten Werk Die Geschichte der Fußball-Weltmeisterschaft : Stories, Daten, Hintergründe erschienen. Er verfasste des Weiteren Bücher über mehrere Sportpersönlichkeiten, darunter Franz Beckenbauer, Berti Vogts, Johan Cruyff, Günter Netzer und Boris Becker. 1974 brachte er das Fußballbuch Stars für Millionen. Informationen, Schlaglichter, Hintergründe heraus, in dem er sich unter anderem mit Wirtschaftlichkeit, Struktur und Vermarktung des Berufsfußballsports auseinandersetzte. Neben Fußball befasste sich Schröder unter anderem auch eingehend mit dem Radsport, Tennis und den Olympischen Spielen. 1972 brachte er das Buch Ruhm und Medaillen: Die Olympischen Spiele. Geschichte, Sportler, Regeln. heraus.
Bei der Gründung der Zeitschrift Sport Bild im Jahr 1988 war Schröder neben Werner Köster und Jörg F. Hüls einer der drei Chefredakteure des Blatts, verließ die Zeitschrift aber Mitte März 1988 wieder. Schröder starb vier Tage nach seinem 55. Geburtstag in einem Kölner Krankenhaus. Nach seinem Tod übernahm sein Freund und Kollege Hartmut Scherzer als freier Sportjournalist Schröders Kundenstamm.